# 도요타 콜리시엄
도요타 콜리시엄(영어: Toyota Coliseum)는 미국 뉴욕주 게디스에 위치한 실내 경기장이다. 과거 NBL/NBA 시러큐스 내셔널즈와 AHL 시러큐스 스타스의 홈경기장으로 사용되었다.